# Antagonista de la dopamina
Un antagonista de la dopamina, también conocido como antidopaminérgico y antagonista del receptor de la dopamina ( DRA, es un tipo de fármaco que bloquea los receptores de la dopamina mediante el antagonismo del receptor. La mayoría de los antipsicóticos son antagonistas de la dopamina y, como tales, han encontrado uso en el tratamiento de la esquizofrenia, el trastorno bipolar y la psicosis estimulante. Varios otros antagonistas de la dopamina son antieméticos utilizados en el tratamiento de las náuseas y los vómitos.

## Farmacología del receptor

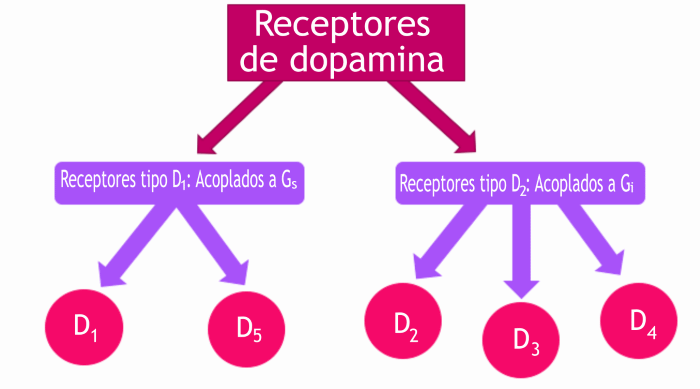
Diagrama de flujo del receptor de dopamina

Los receptores de dopamina son todos receptores acoplados a proteína G y se dividen en dos clases según la proteína G a la que están acoplados. La clase de receptores de dopamina tipo D1 se acopla a Gαs/olf y estimula la producción de adenilato ciclasa, mientras que la clase de tipo D2 se acopla a Gαi/o y por tanto inhibe la producción de adenilato ciclasa.

### Receptores tipo D1: D1y D5
Receptores similares a D1: D 1 y D 5 siempre se encuentran postsinápticamente. Los genes que codifican estos receptores carecen de intrones, por lo que no existen variantes de corte y empalme.

#### Receptores D1
- Los receptores D1 se encuentran principalmente en las neuronas del núcleo accumbens,[3] así como en la sustancia negra,[2] el cuerpo estriado,[2] la amígdala,[2] la corteza frontal[2] y el bulbo olfatorio y la retina[2]
- También se encuentra (en niveles más bajos) en el hipotálamo, el tálamo, el cerebelo y el hipocampo[2]
- En la periferia, estos receptores se han encontrado en la arteria renal, la arteria mesentérica y la arteria esplénica, donde la activación conduce a la vasodilatación.[4] Además, se han encontrado receptores D1 en el riñón[4]

#### Receptores D5
- Se han encontrado niveles bajos de receptores D5 en el hipotálamo, la corteza prefrontal y la corteza cingulada; así como áreas de memoria como hipocampo, giro dentado y corteza entorrinal.[2]
- Además, se han encontrado receptores D5 en el riñón.[4]

### Receptores tipo D2: D2, D3y D4
A diferencia de la clase D1, los receptores de tipo D2 se encuentran pre y postsinápticamente. Los genes que codifican estos receptores tienen intrones, lo que da lugar a muchas variantes empalmadas alternativamente.

#### Receptores D2
- Los receptores D2 se encuentran en el estriado, la sustancia negra, el área tegmental ventral, el hipotálamo, la corteza, el tabique, la amígdala, el hipocampo y el tubérculo olfatorio.[2]
- Estos receptores también se han encontrado en la retina y la glándula pituitaria.[2]
- En la periferia, estos receptores se han encontrado en las arterias renal, mesentérica y esplénica, así como en la corteza y la médula suprarrenales y dentro del riñón.[4]

#### Receptores D3
- Los receptores D3 se expresan mucho en las neuronas de las islas de Calleja y la cubierta del núcleo accumbens y se expresan poco en áreas como la sustancia negra pars compacta, el hipocampo, el área septal y el área tegmental ventral.[2][3]
- Estudios adicionales han encontrado estos receptores en la periferia del riñón[4]

#### Receptores D4
- Los receptores D4 se encuentran en la amígdala, el hipocampo, el hipotálamo, el globo pálido, la pars reticula de la sustancia negra, el tálamo, la retina y el riñón[2][4]

## Repercusiones en la enfermedad
El sistema dopaminérgico está implicado en diversos trastornos. La enfermedad de Parkinson es el resultado de la pérdida de neuronas dopaminérgicas en el cuerpo estriado. Además, los antipsicóticos más eficaces bloquean los receptores D2, lo que sugiere un papel de la dopamina en la esquizofrenia. Estudios adicionales plantean la hipótesis de que la desregulación de la dopamina está involucrada en la enfermedad de Huntington, el TDAH, el síndrome de Tourette, la depresión mayor, la depresión maníaca, la adicción, la hipertensión y la disfunción renal. Los antagonistas de los receptores de dopamina se usan para algunas enfermedades como la esquizofrenia, el trastorno bipolar, las náuseas y los vómitos.
- La melatonina suprime la actividad de la dopamina[9] como parte de las funciones normales del ritmo circadiano, aunque se han implicado desequilibrios patológicos en la enfermedad de Parkinson.[10]

## Efectos secundarios
Pueden incluir uno o más de los siguientes y durar indefinidamente incluso después de dejar de tomar el antagonista dopaminérgico, especialmente tras un uso prolongado o en dosis elevadas:
- Enfermedad cardiovascular[11][12]

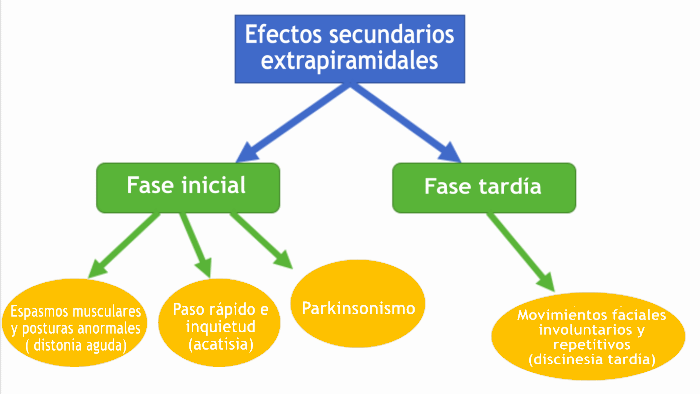

- Síntomas extrapiramidales (EPS) asociados con antipsicóticos típicos:
  - Etapa temprana: ocurre al inicio del tratamiento o después de un aumento de la dosis, los pacientes se recuperan cuando se reduce la dosis[13]
    - Distonías agudas:[13]  espasmos musculares y posturas anormales sostenidas y el inicio ocurre en unos pocos días; se puede tratar con anticolinérgicos
      - los factores de riesgo incluyen la edad, el sexo y los antecedentes familiares[13]

    - Acatisia:[13][14] el ritmo y la inquietud y el inicio se produce dentro de los primeros meses; se puede tratar con bloqueadores beta y benzodiazepinas
    - Parkinsonismo: debido a efectos en la vía nigroestriatal[13][14] - incluye temblores, bradicinesia y rigidez muscular
      - los factores de riesgo incluyen la edad y el sexo[13]

  - Etapa tardía: ocurre después de un tratamiento prolongado (meses-años), los síntomas persisten incluso después de que se reduce la dosis[13]
    - Discinesia tardía:[13][14] incluye movimientos faciales involuntarios y repetitivos
      - los factores de riesgo incluyen la edad, la raza y el sexo[13]

  - Se plantea la hipótesis de que estos efectos se deben al bloqueo crónico del receptor D2 [14]
- Hiperprolactinemia: debido al bloqueo de los receptores D2 en la hipófisis anterior que conduce a una mayor liberación de prolactina.[11][15]
- Aumento del apetito, incluido el aumento de las ansias y los atracones que conducen al aumento de peso[11][16][17]
- Mayor riesgo de resistencia a la insulina[16]
- Disfunción sexual[11][12]
- Cambios metabólicos con mayor riesgo de obesidad y diabetes mellitus tipo 2[11][16]
- Sedación[11][12]
- El Síndrome Neuroléptico Maligno[18] es una emergencia médica causada por una disminución en la actividad dopaminérgica, lo que resulta en un bloqueo del receptor D2 central.[18]

## Ejemplos

### Antipsicóticos de primera generación (típicos)
Los antipsicóticos de primera generación se utilizan para tratar la esquizofrenia y suelen ir acompañados de efectos secundarios extrapiramidales. Inhiben la neurotransmisión dopaminérgica en el cerebro bloqueando aproximadamente el 72% de los receptores dopaminérgicos D2. También pueden bloquear la actividad noradrenérgica, colinérgica e histaminérgica.
- Benperidol[19] se une al D2 y algunos receptores de la serotonina.[21] Se absorbe muy fácilmente y tiene un alto efecto de primer paso.[21]
- La clorpromazina se une a D3 con la mayor afinidad, pero también se une a D1, D2, D4 y D5 [22][23]

- Clopentixol[19]

Estructura química del antipsicótico típico clorpromazina

- Droperidol se utiliza como antipsicótico y antiemético.[19]
- Haloperidol se une a D2, D3 y D 4 con la mayor afinidad, pero también se une a D1 y D5. [19][22][23] El haloperidol también tiene un riesgo de prolongación del intervalo QTc .[24]
- Flufenazina se une a D2 y D3 con la mayor afinidad, pero también a D1 y D5 [19][22]
- Flupentixol se une a D1, D2, D3 y D5[22] y también se usa como antidepresivo.[19]
- Fluspirileno[19]
- Penfluridol[19]
- Perazina[19]

- Perfenazina[19]
- Pimozida se une a D2 y D3 con alta afinidad, también se une a los receptores  4 [19][22]

- Spiperone se une a D2, D3 y D4 con gran afinidad; también puede unirse a D1[19][22]

- Sulpirida se une a D2 y D3[19][22] y también se usa como antidepresivo.[19]
- Tioridazina se une a D 2, D 3 y D 4 con gran afinidad; también puede unirse a D 1 y D 5 en concentraciones más altas[22] La tioridazina tiene el mayor riesgo asociado de prolongación del intervalo QTc entre los neurolépticos.[24]

### Antipsicóticos de segunda generación (atípicos)
Estos fármacos no sólo son antagonistas de la dopamina en el receptor especificado, sino que también actúan sobre el receptor 5HT2A de la serotonina. Estos fármacos tienen menos efectos secundarios extrapiramidales y es menos probable que afecten a los niveles de prolactina en comparación con los antipsicóticos típicos.
- Amisulprida se une a D2 y D3 [27] y se usa como antipsicótico, antidepresivo y también para tratar el trastorno bipolar.[25] Trata tanto los síntomas positivos como los negativos de la esquizofrenia.[28]
- Asenapina se une a D2, D3 y D4 [29] y se usa para tratar el trastorno bipolar y la esquizofrenia.[30] Sus efectos secundarios incluyen aumento de peso pero hay menor riesgo de hipotensión ortostática, hiperprolactinemia
- Aripiprazol se une a D2 como agonista parcial pero antagoniza a D3. [31] Además, el aripiprazol trata la esquizofrenia, el trastorno bipolar (manía),[32] la depresión[25] y los trastornos de tics[31]

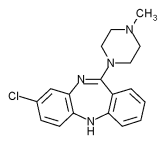
Clozapina

- Clozapina se une a D1 y D4 con la mayor afinidad, pero sigue uniéndose a D2 y D3 .[33] La clozapina es única porque sólo se prescribe cuando ha fracasado el tratamiento con al menos otros dos antipsicóticos, debido a sus efectos secundarios muy graves.[34] También requiere recuentos semanales de glóbulos blancos para controlar una posible neutropenia.[34]

- La loxapina se une a D2, D3 y D4 con gran afinidad; también puede unirse a D1. [35] La loxapina se usa a menudo para tratar a pacientes agitados y violentos con trastornos neuropsiquiátricos como el trastorno bipolar y la esquizofrenia.[36]
- La nemonaprida se une a D3, D4 y D5. [37]
- La olanzapina se une a todos los receptores[38] y se utiliza para tratar los síntomas positivos y negativos de la esquizofrenia, así como del trastorno bipolar y la depresión.[39] Se ha asociado con un aumento de peso significativo.[40]

- La quetiapina se une a D1, D2 y D3 y puede unirse a D4 en altas concentraciones.[38] Se utiliza para tratar los síntomas positivos de la esquizofrenia,[40] el trastorno bipolar y la depresión.[39] De los antipsicóticos de segunda generación, la quetiapina puede producir menos efectos secundarios parkinsonianos.[41]
- La paliperidona se une a D2, D3 y D4 con gran afinidad; también puede unirse a D1 y D5.[42]

- La remoxiprida se une a los receptores D 2 con una afinidad relativamente baja.[38][43][39]
- La risperidona se une a los receptores D2, D3 y D4 .[39][38][42] La risperidona no solo trata los síntomas positivos y negativos de la esquizofrenia,[40] sino que también trata el trastorno bipolar.[39]

- Tiapride bloquea D2 y D3 y se usa como antipsicótico.[39] También se suele utilizar para tratar discinesias, agitaciones psicomotoras, tics, corea de Huntington y dependencia del alcohol.[44]
- La ziprasidona bloquea el receptor D2 [45] y se usa para tratar la esquizofrenia, la depresión y el trastorno bipolar.[39] Existe controversia sobre si la ziprasidona trata los síntomas negativos y tiene efectos secundarios gastrointestinales bien documentados.[40] La ziprasidona también puede causar la prolongación del intervalo QTc .[24]

### Antagonistas de la dopamina utilizados para tratar las náuseas y los vómitos
- La domperidona es un antagonista del receptor de dopamina D2 periférico selectivo que se utiliza como antiemético, agente gastroprocinético y galactagogo.
- La bromoprida se une a los receptores D 2 entéricos[46] y también trata la gastroparesia .[47]
- La metoclopramida también trata la gastroparesia[47]

### Antagonistas utilizados solo en entornos de investigación
- La eticloprida se une a D2 y D3 con gran afinidad pero también se une a D4[48][49][50]
- La nafadotrida se une a D2 y D3 [47][48][49]
- La racloprida se une a D2 y D3 [47][48] y se puede radiomarcar y usar en imágenes PET para identificar la progresión de la enfermedad en la enfermedad de Huntington[51]